# South Glastonbury (Montana)
South Glastonbury es un lugar designado por el censo ubicado en el condado de Park en el estado estadounidense de Montana. En el Censo de 2010 tenía una población de 284 habitantes y una densidad poblacional de 6,12 personas por km².

## Geografía
South Glastonbury se encuentra ubicado en las coordenadas 45°18′41″N 110°48′23″O / 45.31139, -110.80639. Según la Oficina del Censo de los Estados Unidos, South Glastonbury tiene una superficie total de 46.4 km², de la cual 45.53 km² corresponden a tierra firme y (1.88%) 0.87 km² es agua.

## Demografía
Según el censo de 2010, había 284 personas residiendo en South Glastonbury. La densidad de población era de 6,12 hab./km². De los 284 habitantes, South Glastonbury estaba compuesto por el 93.66% blancos, el 1.76% eran afroamericanos, el 2.46% eran amerindios, el 0.35% eran asiáticos, el 0% eran isleños del Pacífico, el 0.35% eran de otras razas y el 1.41% pertenecían a dos o más razas. Del total de la población el 2.82% eran hispanos o latinos de cualquier raza.